# Guivry
Guivry es una comuna francesa situada en el departamento de Aisne, de la región de Alta Francia.

## Geografía
Está ubicada a 35 km al oeste de Laon.

## Demografía
| 316 | 250 | 221 | 235 | 229 | 221 | 251 | 251 |
| Para los censos de 1962 a 1999 la población legal corresponde a la población sin duplicidades (Fuente: INSEE [Consultar]) |     |     |     |     |     |     |     |